# BLAST.tv Major: Austin 2025
Das BLAST.tv Major: Austin 2025 war das dritte Major-Turnier in der E-Sport-Disziplin Counter-Strike 2 und das 22. Major insgesamt. Es war das vierte Major-Turnier (CS:GO & CS2) in den USA. Das Turnier in Austin startete am 3. Juni und endete am 22. Juni 2025. Die finalen Playoffs wurden im Moody Center ausgetragen. Mit 32 teilnehmenden Teams war es das größte bisher ausgetragene Major-Turnier. Sieger wurde Team Vitality, für das dies den zweiten Erfolg bedeutete. Das russische Team Spirit schied als Titelverteidiger im Viertelfinale aus.

## Neuerungen
Im Vergleich zu früheren Major-Turnieren nehmen nun 32 statt bisher 24 Teams teil. Den bisherigen ersten beiden Turnierabschnitten Opening-Stage und Elimination-Stage wird eine weitere, identisch verlaufende Stage vorgeschaltet, und die drei Abschnitte werden nur noch durchnummeriert, anstatt eigenständige Namen zu haben. Die von den Teams für ihre jeweiligen Regionen erspielten Startplätze in den früheren Opening- und Elimination-Abschnitten bleiben bestehen. Zusätzlich erhält jede der drei Regionen Startplätze in der neuen Stage 1: Europa und Amerika jeweils 6, Asien derer 4. Der Qualifikationsprozess wird angepasst, statt dass sich alle Teams über regionale Turniere für das Major qualifizieren müssen, werden die besten Teams ihrer Region direkt in die neue Stage 2 oder Stage 3 eingeladen. Die finalen Playoffs bleiben in alter Form bestehen.

## Qualifikation
Die Qualifikation diente der Auswahl der 32 teilnahmeberechtigten Teams. Die Qualifikation lief über MRQ-Turniere (Major Regional Qualifiers), sodass jeweils nur Teams derselben Region die Startplätze untereinander ausspielten. Ausschlaggebend für die Region eines Teams ist dabei die Nationalität der Mehrheit der Spieler. Die MRQ-Turniere fanden im April 2025 statt. Das letztendliche Seeding der Teams, das unter anderem die Paarungen der ersten Runde in den verschiedenen Turnierabschnitten bestimmt, hängt an der jeweiligen VRS-Platzierung (Valve Regional Standing). Die besten Teams ihrer jeweiligen Region überspringen die MRQ-Turniere und werden direkt zu einer Stage im Major-Turnier eingeladen. In den sechs MRQ-Turnieren traten jeweils vier bis 16 Teams an, die um die zu vergebenden Startplätze in Stage 1 des Majors spielten. Die Anzahl zu vergebender Plätze pro Turnier ist fett markiert.
| MRQ-Turniere       | MRQ-Turniere        | MRQ-Turniere        | MRQ-Turniere | MRQ-Turniere        | MRQ-Turniere        |                     |
| ------------------ | ------------------- | ------------------- | ------------ | ------------------- | ------------------- | ------------------- |
| Europa             | Amerika             | Amerika             | Asien        | Asien               | Asien               |                     |
| keine Unterteilung | Nordamerika         | Südamerika          | China        | Ozeanien            | Rest                |                     |
| 16 Teams (6)       | jeweils 8 Teams (3) | jeweils 8 Teams (3) | 4 Teams (2)  | jeweils 4 Teams (1) | jeweils 4 Teams (1) | jeweils 4 Teams (1) |

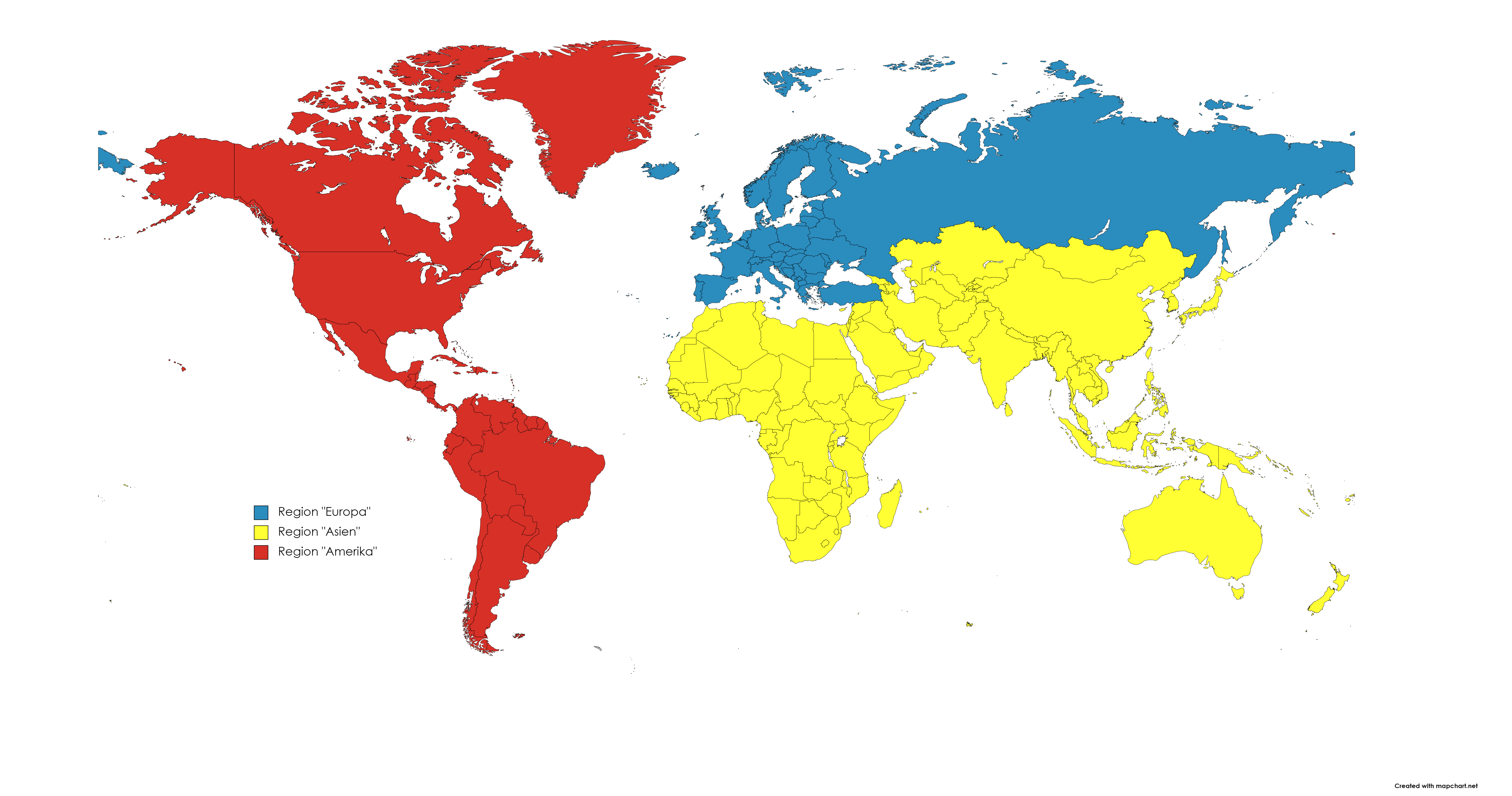
Geographische Zuordnung der drei Regionen.

Es ergibt sich folgende Verteilung der Qualifikationsplätze auf die Regionen. Festgelegt wird diese Verteilung durch das Abschneiden der Regionen auf dem letzten Major. Im Vergleich zu diesem stehen durch die Erweiterung des Turniers auf 32 Teams allen Regionen mehr Startplätze zu. Europa und Asien erhalten insgesamt zwei Plätze mehr, Amerika vier. Durch den Vorstoß des asiatischen Teams TheMongolz bis in die Playoffs erhält die Region Asien zum ersten Mal seit der Umstellung auf das aktuelle Format mit dem Major in Antwerpen 2022 einen direkten Platz für Stage 3 (ehem. Elimination-Stage).
| Region  | Qualifikation für Stage 3 | Qualifikation für Stage 2 | Qualifikation für Stage 1 | {\displaystyle \sum } |
| ------- | ------------------------- | ------------------------- | ------------------------- | --------------------- |
| Europa  | 6                         | 4                         | 6                         | 16 Teams              |
| Amerika | 1                         | 4                         | 6                         | 11 Teams              |
| Asien   | 1                         | 0                         | 4                         | 5 Teams               |

### VRS-Platzierungen
Ausschlaggebend für die Vergabe der Qualifikationsplätze war die Listenposition der Teams am Stichtag des 7. April 2025. Es existieren drei separate Listen, eine pro Region. Konnte ein Team zwei Regionen zugeordnet werden, so zählte die beste Platzierung. Die Platzierung in der dann ungenutzten Liste wurde bei der Vergabe der weiteren Qualifikationsplätze übergangen, und das nächstplatzierte Team rückte auf den frei gewordenen Platz nach. Insgesamt nahmen 60 Teams an der Qualifikation teil, 44 von ihnen stiegen in den MRQ-Turnieren ein, die restlichen 16 wurden direkt in spätere Stages des Turniers eingeladen.

## Modus
Das Turnier ist in vier Abschnitte gegliedert: Die ersten drei Abschnitte, genannt Stage 1, 2 und 3, werden im Schweizer System ausgetragen. An ihnen nehmen jeweils 16 Teams teil. Die genauen Begegnungen werden anhand der Buchholz-Koeffizienten der jeweiligen Teams bestimmt. Drei Siege berechtigen zum Einzug in die nächste Runde, nach drei Niederlagen scheidet ein Team aus. Höher gesetzte Teams steigen erst in späteren Abschnitten in das Turnier ein. Um die Dauer dieser Abschnitte nicht unnötig zu erhöhen, werden nur Entscheidungsspiele im Best-of-3 ausgetragen, d. h. nur die Spiele, in denen über Weiterkommen oder Ausscheiden entschieden wird. Alle anderen Spiele sind Best-of-1. Die finalen Playoffs werden im K.-o.-System ausgespielt. In diesem Turnierabschnitt werden alle Spiele im Best-of-3 ausgetragen.

### Veto-System und Maps
Durch ein Veto-System haben Teams die Möglichkeit, die zu spielenden Maps bedingt zu bestimmen. Im Best-of-1 bannen die Teams abwechselnd Maps, bis nur noch eine übrig bleibt.
Im Best-of-3 bannen beide Teams jeweils eine Map und wählen danach jeweils eine Map, die auf jeden Fall gespielt wird. Das jeweils andere Team bekommt die Seitenwahl auf dieser Map zugeteilt. Danach bannen beide Teams jeweils wieder eine Map, sodass nur noch eine Entscheidungskarte übrigbleibt.
Gespielt wird ausschließlich auf den Maps der Active Duty-Gruppe (dt. aktiver Dienst). Diese umfasst zurzeit folgende sieben Maps: Anubis, Mirage, Inferno, Dust II, Train, Nuke, Ancient.

## Stage 1
Stage 1 begann am 3. Juni und endete am 6. Juni mit acht für Stage 2 qualifizierten Teams.

### Teilnehmer
Die Plätze wurden auf Qualifikanten aus allen Regionen verteilt, wobei den Regionen Europa und Amerika sechs und der Region Asien vier Qualifikationsplätze zustanden. Die Flagge neben dem Teamnamen zeigt jeweils die am meisten vertretene Nationalität unter den Spielern an. Gibt es keine eindeutige Mehrheit, so ist die Flagge der kleinstmöglichen Region, die alle Spielernationalitäten beinhaltet, dargestellt.
Die folgenden 16 Teams nahmen an Stage 1 teil:
| - Europa: - Heroic (VRS #15) - B8 (VRS #18) - OG (VRS #19) - Nemiga (VRS #20) - BetBoom (VRS #21) - Metizport (VRS #27) | - Amerika: - CompLexity (VRS #6) - Wildcard (VRS #7) - Imperial Esports (VRS #8) - NRG (VRS #9) - Fluxo (VRS #11) - BESTIA (VRS #16) (dq.) Info - nachgerückt: - Legacy (VRS #12) | - Asien: - FlyQuest (VRS #7) - TYLOO (VRS #8) - Chinggis Warriors (VRS #10) - Lynn Vision (VRS #12) |

### Rundenergebnisse
In dieser Stage wurden fünf Runden gespielt, die insgesamt 33 Spiele umfassten.

#### Runde 1
|             | Ergebnis |                   | S-N |
| ----------- | -------- | ----------------- | --- |
| compLexity  | 03:13    | OG                | 0-0 |
| Heroic      | 13:07    | Chinggis Warriors | 0-0 |
| B8          | 13:11    | Imperial Esports  | 0-0 |
| Nemiga      | 07:13    | BetBoom           | 0-0 |
| Lynn Vision | 13:07    | Legacy            | 0-0 |
| TYLOO       | 05:13    | NRG               | 0-0 |
| FlyQuest    | 13:07    | Fluxo             | 0-0 |
| Wildcard    | 13:01    | Metizport         | 0-0 |

#### Runde 2
|                   | Ergebnis |           | S-N |
| ----------------- | -------- | --------- | --- |
| Lynn Vision       | 17:19    | Wildcard  | 1–0 |
| BetBoom           | 06:13    | FlyQuest  | 1–0 |
| B8                | 13:09    | OG        | 1–0 |
| Heroic            | 13:05    | NRG       | 1–0 |
| TYLOO             | 13:04    | Metizport | 0–1 |
| Imperial          | 09:13    | Nemiga    | 0–1 |
| Chinggis Warriors | 10:13    | Legacy    | 0–1 |
| compLexity        | 13:09    | Fluxo     | 0–1 |

#### Runde 3
|                   | Ergebnis          |           | S-N |
| ----------------- | ----------------- | --------- | --- |
| Heroic            | 13:07 11:13 :06   | FlyQuest  | 2–0 |
| B8                | 14:16 13:06 13:02 | Wildcard  | 2–0 |
| OG                | 13:04             | TYLOO     | 1–1 |
| BetBoom           | 13:03             | Legacy    | 1–1 |
| Lynn Vision       | 10:13             | Nemiga    | 1–1 |
| CompLexity        | 09:13             | NRG       | 1–1 |
| Chinggis Warriors | 10:13 :11 13:02   | Fluxo     | 0–2 |
| Imperial Esports  | 16:13 13:02       | Metizport | 0–2 |

#### Runde 4
|                   | Ergebnis        |             | S-N |
| ----------------- | --------------- | ----------- | --- |
| OG                | 13:07 13:03     | NRG         | 2–1 |
| BetBoom           | 19:17 16:14     | Wildcard    | 2–1 |
| FlyQuest          | 09:13 11:13     | Nemiga      | 2–1 |
| CompLexity        | 08:13 11:13     | TYLOO       | 1–2 |
| Chinggis Warriors | 09:13 :10 13:16 | Lynn Vision | 1–2 |
| Imperial Esports  | 02:13 :05 04:13 | Legacy      | 1–2 |

#### Runde 5
|          | Ergebnis          |             | S-N |
| -------- | ----------------- | ----------- | --- |
| FlyQuest | 13:10 03:13 03:13 | TYLOO       | 2–2 |
| NRG      | 20:22 08:13       | Lynn Vision | 2–2 |
| Wildcard | 10:13 06:13       | Legacy      | 2–2 |

## Stage 2
Stage 2 begann am 7. Juni und endete am 10. Juni mit acht für Stage 3 qualifizierten Teams.

### Teilnehmer
Acht Plätze wurden auf Grundlage der Plätze 9 bis 16 auf dem Perfect World Major: Shanghai 2024 vergeben. Dort schieden 4 Teams aus Europa und 4 Amerika zugeordnete Teams in der Elimination-Stage aus. Acht weitere Teams qualifizierten sich über die vorangegangene Stage 1.
| Direkt für diese Stage qualifizierte Teams: - Europa: - Falcons (VRS #7) - FaZe Clan (VRS #8) - 3DMAX (VRS #9) - Virtus.pro (VRS #10) - Amerika: - paiN (VRS #2) - FURIA Esports (VRS #3) - MIBR (VRS #4) - M80 (VRS #5) | Die besten 8 Teams der Stage 1: - Heroic - B8 - BetBoom - OG - Nemiga - Lynn Vision - TYLOO - Legacy |

### Rundenergebnisse
In dieser Stage wurden fünf Runden gespielt, die insgesamt 33 Spiele umfassten.

#### Runde 1
|               | Ergebnis |             | S-N |
| ------------- | -------- | ----------- | --- |
| Falcons       | 08:13    | B8          | 0–0 |
| FaZe Clan     | 13:03    | Heroic      | 0–0 |
| 3DMAX         | 13:04    | BetBoom     | 0–0 |
| Virtus.pro    | 13:02    | OG          | 0–0 |
| paiN          | 13:07    | Nemiga      | 0–0 |
| FURIA Esports | 13:04    | Lynn Vision | 0–0 |
| MIBR          | 10:13    | Legacy      | 0–0 |
| M80           | 09:13    | TYLOO       | 0–0 |

#### Runde 2
|            | Ergebnis |               | S-N |
| ---------- | -------- | ------------- | --- |
| Virtus.pro | 13:03    | B8            | 1–0 |
| 3DMAX      | 07:13    | Legacy        | 1–0 |
| paiN       | 13:11    | FURIA Esports | 1–0 |
| FaZe Clan  | 13:05    | TYLOO         | 1–0 |
| MIBR       | 12:16    | Nemiga        | 0–1 |
| Falcons    | 09:13    | Lynn Vision   | 0–1 |
| Heroic     | 13:09    | BetBoom       | 0–1 |
| M80        | 16:13    | OG            | 0–1 |

#### Runde 3
|               | Ergebnis          |             | S-N |
| ------------- | ----------------- | ----------- | --- |
| paiN          | 10:13 13:16       | Virtus.pro  | 2–0 |
| FaZe Clan     | 07:13 11:13       | Legacy      | 2–0 |
| FURIA Esports | 13:08             | M80         | 1–1 |
| 3DMAX         | 13:11             | Nemiga      | 1–1 |
| TYLOO         | 05:13             | Lynn Vision | 1–1 |
| B8            | 13:10             | Heroic      | 1–1 |
| MIBR          | 13:11 13:11       | BetBoom     | 0–2 |
| OG            | 13:11 10:13 06:13 | Falcons     | 0–2 |

#### Runde 4
|               | Ergebnis          |             | S-N |
| ------------- | ----------------- | ----------- | --- |
| paiN          | 13:08 13:04       | Lynn Vision | 2–1 |
| FURIA Esports | 03:13 :06 13:07   | B8          | 2–1 |
| FaZe Clan     | 08:13 09:13       | 3DMAX       | 2–1 |
| Nemiga        | 13:11 13:02       | M80         | 1–2 |
| TYLOO         | 16:12 10:13 10:13 | Heroic      | 1–2 |
| Falcons       | 13:06 09:13 20:22 | MIBR        | 1–2 |

#### Runde 5
|           | Ergebnis        |             | S-N |
| --------- | --------------- | ----------- | --- |
| Nemiga    | 13:11 13:09     | Heroic      | 2–2 |
| FaZe Clan | 13:04 16:12     | MIBR        | 2–2 |
| B8        | 02:13 :09 07:13 | Lynn Vision | 2–2 |

## Stage 3
Stage 3 begann am 12. Juni und endete am 15. Juni mit acht für die Playoffs qualifizierten Teams.

### Teilnehmer
Acht Plätze wurden auf Grundlage der Plätze 1 bis 8 auf dem Perfect World Major: Shanghai 2024 vergeben. Diese erreichten 6 europäische Teams und jeweils eines aus den Regionen Amerika und Asien. Acht weitere Teams qualifizierten sich über die vorangegangene Stage 2.
| Direkt für diese Stage qualifizierte Teams: - Europa: - Team Vitality (VRS #1) - MOUZ (VRS #2) - Team Spirit (VRS #3) - Natus Vincere (VRS #4) - Aurora (VRS #5) - G2 Esports (VRS #6) - Amerika: - Team Liquid (VRS #1) - Asien: - TheMongolz (VRS #1) | Die besten 8 Teams der Stage 2: - Legacy - Virtus.pro - paiN - FURIA Esports - 3DMAX - Nemiga - FaZe Clan - Lynn Vision |

### Rundenergebnisse
In dieser Stage wurden fünf Runden gespielt, die insgesamt 33 Spiele umfassten.

#### Runde 1
|               | Ergebnis |               | S-N |
| ------------- | -------- | ------------- | --- |
| Team Vitality | 03:13    | Legacy        | 0–0 |
| MOUZ          | 11:13    | Virtus.pro    | 0–0 |
| Team Spirit   | 13:03    | paiN          | 0–0 |
| Natus Vincere | 13:07    | Nemiga        | 0–0 |
| Aurora        | 13:05    | FaZe Clan     | 0–0 |
| G2 Esports    | 05:13    | 3DMAX         | 0–0 |
| Team Liquid   | 05:13    | Lynn Vision   | 0–0 |
| TheMongolz    | 11:13    | FURIA Esports | 0–0 |

#### Runde 2
|               | Ergebnis |               | S-N |
| ------------- | -------- | ------------- | --- |
| Team Spirit   | 13:07    | Lynn Vision   | 1–0 |
| 3DMAX         | 14:16    | Natus Vincere | 1–0 |
| Aurora        | 07:13    | FURIA Esports | 1–0 |
| Virtus.pro    | 13:11    | Legacy        | 1–0 |
| TheMongolz    | 13:07    | Team Liquid   | 0–1 |
| G2 Esports    | 13:06    | paiN          | 0–1 |
| Team Vitality | 13:06    | Nemiga        | 0–1 |
| MOUZ          | 10:13    | FaZe Clan     | 0–1 |

#### Runde 3
|               | Ergebnis          |               | S-N |
| ------------- | ----------------- | ------------- | --- |
| Team Spirit   | 13:11 13:03       | Natus Vincere | 2–0 |
| FURIA Esports | 13:03 13:05       | Virtus.pro    | 2–0 |
| TheMongolz    | 13:07             | Lynn Vision   | 1–1 |
| Aurora        | 04:13             | G2 Esports    | 1–1 |
| Legacy        | 08:13             | FaZe Clan     | 1–1 |
| 3DMAX         | 02:13             | Team Vitality | 1–1 |
| MOUZ          | 13:08 04:13 22:19 | Team Liquid   | 0–2 |
| paiN          | 08:13 :08 13:07   | Nemiga        | 0–2 |

#### Runde 4
|               | Ergebnis          |               | S-N |
| ------------- | ----------------- | ------------- | --- |
| Virtus.pro    | 06:13 06:13       | Team Vitality | 2–1 |
| TheMongolz    | 11:13 04:13       | FaZe Clan     | 2–1 |
| Natus Vincere | 13:10 09:13 19:16 | G2 Esports    | 2–1 |
| Aurora        | 10:13 :11 06:13   | MOUZ          | 1-2 |
| 3DMAX         | 09:13 12:16       | paiN          | 1-2 |
| Legacy        | 02:13 :03 13:05   | Lynn Vision   | 1-2 |

#### Runde 5
|            | Ergebnis          |            | S-N |
| ---------- | ----------------- | ---------- | --- |
| TheMongolz | 13:06 28:25       | G2 Esports | 2–2 |
| Legacy     | 13:04 11:13 10:13 | MOUZ       | 2–2 |
| Virtus.pro | 08:13 :06 11:13   | paiN       | 2–2 |

## Playoffs
Die besten acht Teilnehmer der vorangegangenen Stage 3 qualifizierten sich für den letzten Turnierabschnitt und spielten vor Zuschauern im Moody Center. In dieser Stage war jedes Spiel ein K.-o.-Spiel, verlierende Teams schieden sofort und endgültig aus. Die Playoffs begannen am 19. Juni und endeten am 22. Juni.
|  | Viertelfinale     | Viertelfinale     | Viertelfinale | Viertelfinale | Viertelfinale |                   |               | Halbfinale | Halbfinale | Halbfinale | Halbfinale | Halbfinale |  |  | Finale | Finale | Finale | Finale | Finale |
|  |                   |                   |               |               |               |                   |               |            |            |            |            |            |  |  |        |        |        |        |        |
|  | Brasilien         | FURIA Esports     | 13            | 8             | 12            |                   |               |            |            |            |            |            |  |  |        |        |        |        |        |
|  | Brasilien         | paiN              | 8             | 13            | 16            |                   |               |            |            |            |            |            |  |  |        |        |        |        |        |
|  | Brasilien         | paiN              | 8             | 13            | 16            | Brasilien         | paiN          | 5          | 5          | -          |            |            |  |  |        |        |        |        |        |
|  |                   |                   |               |               |               | Brasilien         | paiN          | 5          | 5          | -          |            |            |  |  |        |        |        |        |        |
|  |                   | Mongolei          | TheMongolz    | 13            | 13            | -                 |               |            |            |            |            |            |  |  |        |        |        |        |        |
|  | Europaische Union | Mongolei          | TheMongolz    | 13            | 13            | -                 | FaZe Clan     | 9          | 11         | -          |            |            |  |  |        |        |        |        |        |
|  | Europaische Union |                   |               |               |               |                   | FaZe Clan     | 9          | 11         | -          |            |            |  |  |        |        |        |        |        |
|  | Mongolei          | TheMongolz        | 13            | 13            | -             |                   |               |            |            |            |            |            |  |  |        |        |        |        |        |
|  |                   |                   |               |               |               |                   | Mongolei      | TheMongolz | 13         | 4          | 6          |            |  |  |        |        |        |        |        |
|  |                   | Europaische Union | Team Vitality | 5             | 13            | 13                |               |            |            |            |            |            |  |  |        |        |        |        |        |
|  | Europaische Union | Team Vitality     | 13            | 13            | -             |                   |               |            |            |            |            |            |  |  |        |        |        |        |        |
|  | Europaische Union | Natus Vincere     | 9             | 11            | -             |                   |               |            |            |            |            |            |  |  |        |        |        |        |        |
|  | Europaische Union | Natus Vincere     | 9             | 11            | -             | Europaische Union | Team Vitality | 13         | 4          | 13         |            |            |  |  |        |        |        |        |        |
|  |                   |                   |               |               |               | Europaische Union | Team Vitality | 13         | 4          | 13         |            |            |  |  |        |        |        |        |        |
|  |                   | Europaische Union | MOUZ          | 8             | 13            | 6                 |               |            |            |            |            |            |  |  |        |        |        |        |        |
|  | Russland          | Europaische Union | MOUZ          | 8             | 13            | 6                 | Team Spirit   | 25         | 9          | 10         |            |            |  |  |        |        |        |        |        |
|  | Russland          |                   |               |               |               |                   | Team Spirit   | 25         | 9          | 10         |            |            |  |  |        |        |        |        |        |
|  | Europaische Union | MOUZ              | 21            | 13            | 13            |                   |               |            |            |            |            |            |  |  |        |        |        |        |        |

## Preisgeldverteilung
Insgesamt wurden 1,25 Millionen US-Dollar ausgeschüttet. Die Aufteilung des Preisgelds blieb dabei, trotz der Aufstockung des Turniers um acht weitere Teams auf 32, identisch zu den vorherigen Major-Turnieren.
| Platz     | Team                                                                                | Preisgeld (in US-Dollar) |
| --------- | ----------------------------------------------------------------------------------- | ------------------------ |
| 1.        | Team Vitality                                                                       | 500.000                  |
| 2.        | TheMongolz                                                                          | 170.000                  |
| 3. – 4.   | paiN MOUZ                                                                           | 80.000                   |
| 5. – 8.   | Natus Vincere FaZe Clan Team Spirit FURIA Esports                                   | 45.000                   |
| 9. – 16.  | Virtus.pro Legacy G2 Esports Aurora 3DMAX Lynn Vision Team Liquid Nemiga            | 15.000                   |
| 17. – 24. | Heroic MIBR B8 M80 TYLOO Falcons OG BetBoom                                         | 10.000                   |
| 25. – 32. | Wildcard FlyQuest NRG CompLexity Imperial Esports Chinggis Warriors Metizport Fluxo | 5.000                    |